# دمبا فن لیون
دمبا فن لیوِن (هلندی: Demba van Leeuwen؛ زادهٔ ۱۹ اکتبر ۲۰۰۰) بازیکن فوتبال متولد هلند اهل مالی است.
وی همچنین در تیم ملی فوتبال مالی بازی کرده است.